# ングニエ州
ングニエ州（ングニエしゅう、Ngounié）は、ガボン南部の州の1つである。

## 地理・地勢
ングニエ州の面積は、約3万7750 km2で、州の中央部をングニエ川が北西の方向へと流れている。州都のムイラもングニエ川沿いに位置する。2020年の推定人口は121,200人。2013年国勢調査によると人口は約10万人であり、都市人口は約7万人

、このうちムイラには約3万6千人が居住している

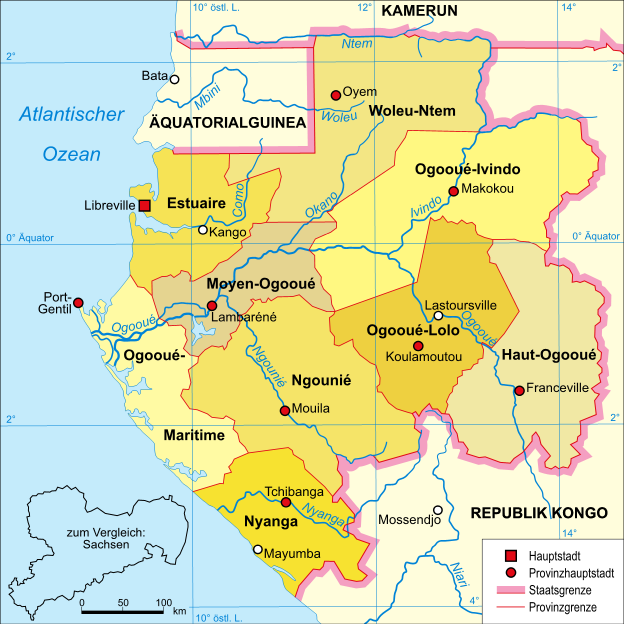
ガボンの州と河川の概略地図。

。

## 下位行政区画

ングニエ州の県

- ブミ＝ルエイ県（英語版）
- ドーラ県（英語版）
- デュヤ＝オノワ県（英語版）
- ルエイ＝ビバカ県（英語版）
- ルエイ＝ワノ県（英語版）
- ムガラバ県（英語版）
- ンドルー県（英語版）
- オグル県（英語版）
- タンバ＝マゴシ県（英語版）

## 主な都市
- ムイラ